# Pinkerton
Pinkerton es el segundo álbum de estudio de la banda de rock estadounidense Weezer, lanzado el 24 de septiembre de 1996 por DGC Records. Después de abandonar los planes de una ópera rock titulada Songs from the Black Hole, Weezer grabó Pinkerton en medio de los estudios del compositor Rivers Cuomo en la Universidad de Harvard, donde escribió la gran parte del álbum. Es el primer álbum de Weezer que contó con la plena participación de Brian Bell, cuya inclusión a último minuto en las grabaciones del Blue Album solo le permitió contribuir con coros, mientras que Cuomo se encargó de todas las guitarras. Además fue el último álbum con Matt Sharp como bajista de la banda.
Para capturar mejor su sonido en vivo, los integrantes de Weezer produjeron Pinkerton ellos mismos, creando un álbum más oscuro y áspero que su debut de 1994. Las letras de Cuomo expresan la desilusión del estilo de vida del rock; el nombre del álbum proviene del personaje B.F. Pinkerton de la ópera de 1904 Madama Butterfly de Giacomo Puccini, descrito por Cuomo como un «maldito navegante estadounidense similar a una estrella de rock de gira». Al igual que la ópera, el álbum contiene referencias a la cultura de Japón.
Pinkerton produjo tres sencillos: «El Scorcho», «The Good Life» y «Pink Triangle». Debutó en el número diecinueve del Billboard 200 y no colmó las expectativas con respecto a las ventas en comparación con el disco debut de la banda. En un principio recibió críticas mixtas, pero con el paso de los años fue ampliamente elogiado y alcanzó una posición de culto; la «edición de lujo» de 2010 consiguió un puntaje perfecto de cien en el sitio de reseñas Metacritic.

## Antecedentes

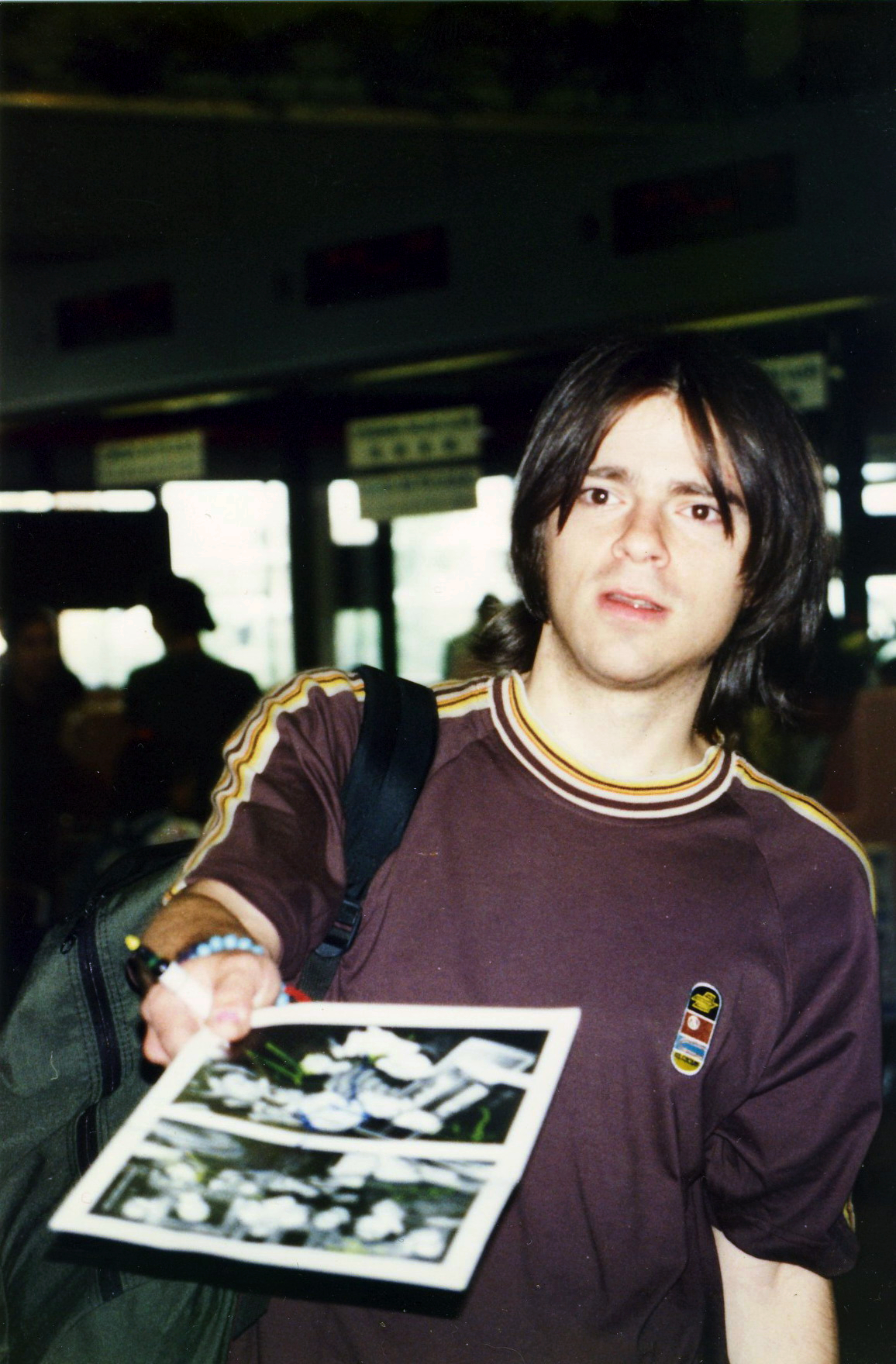
El conflicto de Rivers Cuomo con el éxito del rock and roll influenció la escritura de Pinkerton

En 1994, después del éxito del disco debut autotitulado de Weezer, el grupo se tomó un descanso de la gira durante las vacaciones de Navidad. En Connecticut, el compositor Rivers Cuomo empezó a preparar material para el siguiente álbum de Weezer usando un grabador de ocho pistas. Su idea original se trataba de una ópera rock de ciencia ficción titulada Songs from the Black Hole que expresaba sus sentimientos encontrados con respecto al éxito. Weezer desarrolló Songs from the Black Hole mediante sesiones de grabación intermitentes durante 1995.
En marzo, Cuomo, que nació con una pierna más corta que otra, se sometió a una extensa cirugía para elongar su pierna derecha, seguida de dolorosas sesiones de fisioterapia. Esto afectó la escritura de sus canciones debido a que pasó largos periodos en el hospital, incapaz de caminar sin la ayuda de un bastón y bajo la influencia de analgésicos. En el mismo periodo, Cuomo envió una solicitud para estudiar composición clásica en la Universidad de Harvard con una carta de solicitud describiendo su desilusión con el estilo de vida del rock, donde escribió: 

Los fanáticos me preguntan todo el tiempo cómo es ser una estrella de rock. Me doy cuenta que están soñando, como yo soñaba cuando era niño, con algún día conquistar el mundo con una banda de rock. Les digo lo mismo que le diría a cualquier estrella de rock futura [...] se quedarán solos. Conocerás dos mil personas por noche, pero cada conversación generalmente durará aproximadamente treinta segundos y se tratará de ti tratando de convencerlos de que no, no quieres su ropa interior. Entonces estarás nuevamente solo, en tu habitación de motel. O estarás en tu autobús, en tu pequeño espacio, tratando de matar las nueve horas que tarda llegar a la siguiente ciudad, sea cual sea. Esta es la vida de una estrella de rock.

Cuomo se sentía frustrado por las «limitaciones del rock». Cada noche después de tocar con Weezer, escuchaba la ópera de 1904 Madama Butterfly de Giacomo Puccini; la «profundidad de la emoción, tristeza y tragedia» lo inspiraron a ahondar con su música. Hacia mayo de 1996, las letras de sus canciones se habían vuelto «más oscuras, más viscerales y reveladoras, menos bromistas» y la idea de Songs from the Black Hole fue abandonada. En su lugar el segundo álbum de Weezer iba a contener canciones escrita mientras Cuomo estaba en Harvard, narrando su soledad y frustración, o lo que Cuomo describió como su «lado oscuro».

## Grabación
En 1995, un par de días antes de que Cuomo partiera para estudiar en la Universidad de Harvard, Weezer se reunió para grabar durante dos semanas en los Electric Lady Studios de Nueva York —donde habían grabado su álbum debut— y grabaron las pistas «Why Bother?», «Getchoo», «No Other One» y «Tired of Sex». El grupo quería explorar «cosas más profundas, más oscuras, más experimentales» que se asemejaran más al sonido de Weezer en vivo; para lograrlo, decidieron no contratar a ningún productor, comentando: «La mejor forma para nosotros de sonar como nosotros es grabar por nuestra cuenta». Para darle al álbum un estilo «crudo» en directo, Cuomo, el guitarrista Brian Bell y el bajista Matt Sharp grabaron sus voces en conjunto alrededor de tres micrófonos en vez de sobreponerlas una sobre otra por separado.
Mientras que Cuomo estaba en Harvard otros miembros de Weezer trabajaban en proyectos paralelos. Sharp promocionaba el primer álbum de su banda The Rentals. Bell y el baterista Patrick Wilson trabajaban en Space Twins y The Special Goodness, respectivamente. En enero de 1996, durante el receso de invierno de Cuomo, Weezer se volvió a juntar para grabar durante dos semanas en Sound City Studios en Van Nuys (California) para completar las canciones en las que habían estado trabajando el pasado agosto. Después de grabar dos canciones nuevas, «El Scorcho» y «Pink Triangle», Weezer se volvió a separar y Cuomo regresó a Harvard.
Durante el receso de primavera de Cuomo en 1996, Weezer se reagrupó en Sound City Studios y grabó tres canciones nuevas, «The Good Life», «Across the Sea» y «Falling for You», antes de que Cuomo regresara a Harvard para sus exámenes de la universidad. La banda completó el álbum a mediados de 1996 en Los Ángeles. Dos pistas adicionales, «I Swear It's True» y «Getting Up and Leaving», fueron descartadas antes del proceso de mezcla de audio.

## Escritura y composición
Pinkerton tiene un sonido más oscuro y áspero que el disco debut de Weezer. Escribiendo desde una perspectiva más directa y personal, Cuomo escribió sobre sus relaciones disfuncionales, frustración sexual y problemas de identidad. El álbum diagrama su «ciclo entre “aburrido y fiestero”». Con una duración de menos de treinta y cinco minutos, Pinkerton es, según Cuomo, «de diseño corto».
En la primera canción del álbum, «Tired of Sex», escrita antes del lanzamiento de The Blue Album, Cuomo describe sus encuentros sexuales sin sentido con groupies, narrando sus encuentros y preguntándose por qué el amor verdadero lo evita. «Across the Sea» estuvo inspirada en una carta que Cuomo recibió de parte de una seguidora japonesa: «Cuando recibí la carta, me enamoré de ella. Era una carta tan genial. En ese momento estaba muy solo, pero al mismo tiempo estaba tan deprimido que nunca la conocería». El segundo sencillo «The Good Life» relata el renacimiento de Cuomo después de una crisis de identidad como un solitario de la Ivy League. Cuomo, que se sentía aislado en Harvard, escribió la canción después de la frustración que le produjo la vida de ermitaño que estaba llevando: «Creo que estaba empezando a frustrarme con todos mis sueños sobre purificarme y tratar de vivir como un monje o un intelectual e ir a clases esperando a esa mujer perfecta e ideal. Y entonces escribí la canción. Y empecé a dar la vuelta y regresar hacia el otro lado». El sencillo «El Scorcho» trata la timidez y la torpeza de Cuomo para aproximarse a una chica en Harvard; explicó sobre la canción: «Es más acerca de mí, porque en ese momento ni siquiera le había hablado, realmente no sabía mucho sobre ella». El último sencillo del álbum, «Pink Triangle», describe a un hombre que se enamora y quiere casarse, pero descubre que su objeto de devoción es lesbiana.

## Temáticas
| Hay algunas letras del álbum de las que podrían pensar que son malas o sexistas. Me sentiré verdaderamente mal si alguien se siente herido por mis letras pero realmente quería que estas canciones fueran una exploración de mi «lado oscuro» — todas las partes de mí que antes o tenía miedo o me sentía avergonzado de pensar en ellas. Así que tiene algunas cosas bastante desagradables. Podrían perdonar las letras si están más dispuestos a verlas como momentos malos pasajeros dentro de una historia más grande. Y este álbum es realmente una historia: la historia de los últimos dos años de mi vida. Y como probablemente saben muy bien, esos han sido dos años muy raros. —Carta de Rivers Cuomo al club de fans de Weezer (10 de julio de 1996) |

El nombre Pinkerton proviene del personaje B.F. Pinkerton de Madama Butterfly, que se casa con una mujer japonesa llamada Butterfly. Descrito por Cuomo como un «maldito navegante estadounidense similar a una estrella de rock de gira», el líder de Weezer sintió que ese personaje era «el símbolo perfecto para la parte de mí mismo con la que estoy tratando de hacer las paces en este álbum». Otros títulos que se tuvieron en cuenta fueron Playboy y Diving into the Wreck (en referencia a un poema de Adrienne Rich).
Como en Madama Butterfly, el álbum observa la cultura japonesa desde la perspectiva de un extranjero que considera a Japón frágil y sensual; Pinkerton mezcla la referencias japonesas con las desilusiones románticas y frustraciones sexuales de su narrador. Cuomo escribió sobre Pinkerton: «Es en realidad el choque entre Oriente y Occidente. Mi lado hindú, zen, kyokushinkai, de negarme a mí mismo, frío y sin emociones contra mi lado heavy metal italo-estadounidense». Indicó además: «Las diez canciones aparecen en el orden en que las escribí (con dos excepciones menores). Así que en general, de alguna manera el álbum cuenta la historia de mi lucha contra mi Pinkerton interno».

### Material gráfico

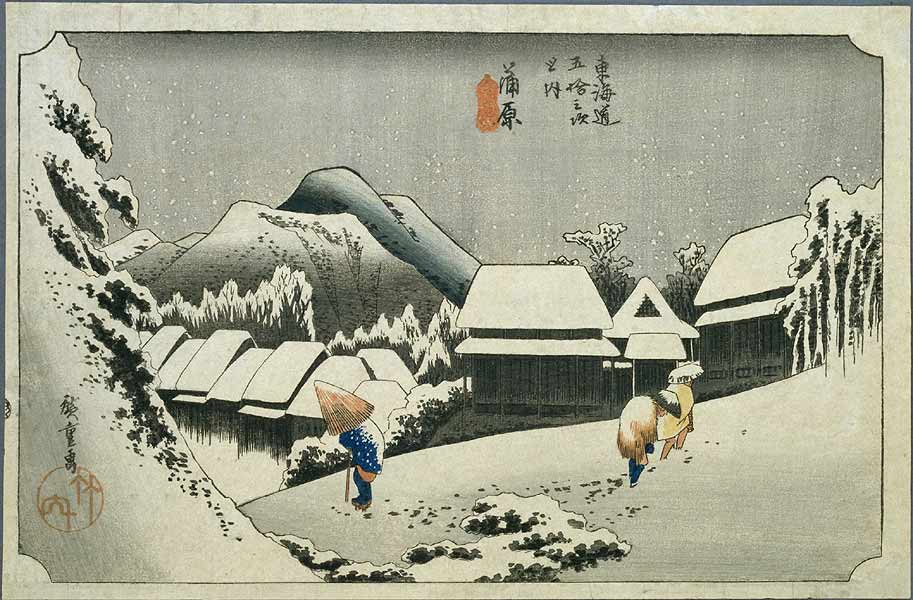
La portada de Pinkerton proviene de un grabado del artista Utagawa Hiroshige

La obra artística de la portada del álbum es Kambara yoru no yuki («Noche nevada en Kambara»), la impresión número dieciséis de la serie de grabados Las Cincuenta y Tres Estaciones de Tōkaidō del artista japonés de ukiyo-e Utagawa Hiroshige. Un fragmento de la letra de Madama Butterfly está impreso en el CD en italiano: «Dovunque al mondo lo Yankee vagabondo, si gode e traffica sprezzando i rischi. Affonda l'ancora alla ventura» (en español: «En cualquier lugar del mundo el yanqui vagabundo, disfruta y especula despreciando riesgos. Echa el ancla al azar...»).
Detrás de la bandeja donde se guarda el CD hay un mapa titulado «Isola della farfalla e penisola di cane» (en español: «Isla de la mariposa y península de perro»); en el mapa hay un barco llamado U.S.S. Pinkerton y una isla llamada «Mykel and Carli», haciendo alusión a los fundadores del club de fans de Weezer. El mapa también incluye los nombres de algunas de las influencias de Cuomo como Howard Stern, Yngwie Malmsteen, Brian Wilson, Lou Barlow, Joe Matt, Camille Paglia y Ace Frehley.

## Lanzamiento y promoción
El representante de la división A&R de Geffen Records Todd Sullivan describió Pinkerton como un «disco muy valiente», pero advirtió: «¿Bajo que tipo de luz se posiciona la banda? Podría haber sido interpretado como un disco de una desechable banda pop». La discográfica estuvo conforme con el disco y opinó que no iba a «decepcionar a nadie».
Weezer una propuesta para el videoclip del sencillo principal «El Scorcho» por parte de Spike Jonze, quien anteriormente había formado parte del crecimiento de la banda dirigiendo «Undone - The Sweater Song» y «Buddy Holly». Cuomo explicó: «Realmente no quiero que las canciones parezcan inmaculadas esta vez... Quiero comunicar mis sentimientos directamente porque fui muy cuidadoso escribiendo de esa manera. Odiaría que el video no represente adecuadamente la canción o que exagerase ciertos aspectos». El videoclip final se trató de la banda tocando en un salón en Los Ángeles rodeados de luces que acompañan la música. Mark Romanek, el director del video, abandonó después de varias discusiones con Cuomo, quien tuvo que editar el video él mismo. El videoclip se estrenó en el programa 120 Minutes de MTV y recibió una rotación moderada.
Una día antes del lanzamiento de Pinkerton el 24 de septiembre de 1996, se efectuó una orden de alejamiento en contra de la banda y Geffen por parte de la empresa de seguridad de Encino (Los Ángeles) Pinkerton. La compañía demandó a Weezer y Geffen por presuntas violaciones de marca registrada, afirmando que estaban intentando capitalizar la reputación de la compañía. Bajo los términos de la orden de alejamiento, que pretendía dos millones de dólares por daños para Pinkerton, Weezer estaría imposibilitado de «vender, distribuir o publicitar un álbum con el nombre Pinkerton». El vocero de Geffen, Dennis Dennehy, defendió el título argumentando que «para Weezer, Pinkerton es un personaje de la ópera Madama Butterfly de Puccini... No se suponía que apuntara a ningún tipo de entidad corporativa». Cuomo escribió una carta de seis páginas defendiendo su elección del título, explicando por qué lo eligió y «cómo funciona en el álbum y cómo es esencial». El caso fue descartado después de que el juez determinó que «la dificultad de no editar el disco Pinkerton sería mayor para Geffen que cualquier dificultad que Pinkerton's Inc o sus accionistas pudiesen sufrir por parte de consumidores que equivocadamente supusieran que la compañía tuviese algo que ver con el álbum».
Cuando se volvió evidente que Pinkerton no estaba logrando las ventas esperadas, la banda se sintió presionada a hacer otro video musical más del agrado de MTV. El videoclip de «The Good Life», dirigido por Jonathan Dayton y Valerie Faris, está protagonizado por Mary Lynn Rajskub interpretando a una delivery de pizza y utiliza varios ángulos de cámara simultáneos que aparecen divididos en la pantalla. Geffen apuró el lanzamiento del video para tratar de salvar las ventas del álbum, pero no tuvo éxito.
En octubre de 1996 la banda hizo una gira en el Extremo Oriente actuando en Australia, Nueva Zelanda y Japón. Luego volvieron a Los Ángeles, donde Patrick Wilson y Matt Sharp promocionaron el álbum en el programa de radio Modern Rock Live en un intento por mejorar la posición en los charts estadounidenses. Un par de días después, el primero de noviembre, Weezer inició su gira norteamericana en el Ventura Theatre en Ventura (California). El 6 de noviembre, realizaron una presentación acústica en la Secundaria Shorecrest en Seattle por un concurso ganado por un estudiante. Algunas de las canciones interpretadas en el show acústico fueron lanzadas en el EP The Good Life en 1997. Weezer continuó de gira hasta la Navidad de 1996.

## Recepción
Pinkerton debutó y alcanzó el número diecinueve en los Billboard charts de Estados Unidos, vendiendo 47 000 copias en su primera semana, quedando lejos de vender lo que vendió su predecesor, The Blue Album. En un principio las reseñas estuvieron divididas. Jeff Gordinier de Entertainment Weekly criticó la decisión de Weezer de autoproducir el álbum y lo descartó como «una colección de himnos deprimentes fiesteros para agorafóbicos». Escribiendo para la Rolling Stone, Rob O'Connor llamó la escritura «juvenil» y describió la canción «Tired of Sex» como un «despropósito». Los lectores de Rolling Stone votaron al álbum como el tercer peor de 1996. La naturaleza sexual de las letras inquietó a algunos oyentes; Melody Maker elogió la música de Pinkerton, pero le recomendó al público que «ignore las letras por completo».
Mark Beaumont de NME elogió el álbum, escribiendo que «al momento en que el conmovedor lamento acústico “Butterfly” aflora como Big Star en una reunión de protección vida salvaje, Pinkerton empieza a sentirse como un álbum verdaderamente emotivo». Ryan Schreiber de Pitchfork calificó al álbum con un 7,5 sobre 10, escribiendo que «Pinkerton podría ser en realidad un poco más para seguidores atraídos por la producción limpia y el sonido inmediatamente accesible del debut de estos tipos, pero si se le da la oportunidad, también podría sorprender incluso a algunos anti-Weezer».

## Legado
A pesar de la tibia recepción de Pinkerton, durante los años posteriores el álbum consiguió buenas ventas, elogios por parte de la crítica y seguidores de culto a través del boca a boca en internet, con el tiempo iba a ser considerado uno de los mejores trabajos de Weezer según los críticos y seguidores de la banda.
Cuomo se avergonzó por el recibimiento y la naturaleza confesional de algunas de las canciones de Pinkerton. En agosto de 1997 escribió: «Este ha sido un año duro. No solo es el mundo ha dijo que Pinkerton no vale una mierda, sino que tampoco el Blue Album. Fue casualidad. Fue el video [de «Buddy Holly»]. Soy un compositor de mierda». En 2001 le comentó a Entertainment Weekly: «Es un disco horroroso... Fue un gran pésimo error que sucedió frente a cientos de miles de personas y continúa sucediendo en una escala mayor y mayor y no se irá. Es como emborracharte en una fiesta y vomitarlo todo en frente a todo el mundo y sentirse increíblemente genial y catártico, y a la mañana siguiente despertarte y darte cuenta el total ridículo que has hecho».
Después de la gira de Pinkerton, Sharp abandonó la banda y Weezer hizo una pausa de cinco años. Cuomo pasó a escribir letras más simple y menos personales; sobre los siguientes álbumes de Weezer, The Green Album (2001) y Maladroit (2002), declaró: «No se trataron de mí, muy intencionalmente. No se trataron sobre que sucedía en mi vida, por lo menos en un modo consciente». La Rolling Stone describió el «limpísimo power pop» del Green Album como el «anti-Pinkerton», con un arte gráfico y un estilo de producción que recordaba al disco debut de la banda.
A pesar del fracaso inicial de Pinkerton, durante los años en que el grupo estuvo inactivo el álbum acumuló seguidores de culto. Al momento del lanzamiento del Green Album en 2001, muchas bandas emo mainstream como Jimmy Eat World, Saves the Day, Dashboard Confessional y Motion City Soundtrack citaban Pinkerton como una principal influencia. Cuomo no estaba cómodo con esa situación y declaró a Rolling Stone en 2001: «La cosa más dolorosa en mi vida últimamente es el culto alrededor de Pinkerton. Solo es un álbum enfermo, es una especie de enfermedad. Es una fuente de ansiedad porque todos los seguidores que tenemos en este momento se han quedado por ese álbum. Pero, honestamente, nunca quiero tocar otra vez esas canciones; nunca quiero oírlas nuevamente».
El prestigio de Pinkerton continuó en ascenso. En 2002 los lectores de la Rolling Stone lo votaron como uno de los mejores álbumes de todos los tiempos, alcanzando el puesto decimosexto. En 2004 la Rolling Stone escribió una nueva reseña del álbum, calificándolo con cinco estrellas sobre cinco y añadiéndolo al «Salón de la fama de la Rolling Stone». En 2005 la revista Spin lo colocó en el número 61 en su lista de los cien mejores álbumes entre los años 1985 y 2005. En 2003 el sitio Pitchfork lo posicionó en el número 53 de su lista de cien mejores álbumes de los años 90 y le dio un puntaje perfecto. En 2007 la revista en línea Drowned in Sound lo destacó como «el mejor álbum de rupturas, el mejor álbum de amor no correspondido y la mejor colección de sentimientos confusos capturados en el universo... ¡De todos los tiempos!». Guitar World lo añadió en el puesto 76 de su lista de mejores cien álbumes de guitarra de todos los tiempos. The Movement de Nueva Zelanda lo colocó en el número doce de su lista de los 101 mejores álbumes de los 90 y Pure Pop de México lo colocó en el puesto 21 de los cincuenta mejores álbumes de los 90. Recibió puntuaciones perfectas por parte de AllMusic y Tiny Mix Tapes, la última lo llamó «uno de los mejores álbumes del siglo veinte». La «Deluxe Edition» del disco lanzada en 2010 tiene un puntaje de cien sobre cien en el sitio web de reseñas Metacritic.
Hacia el año 2008 Cuomo había reconsiderado el álbum, diciendo: «Pinkerton es genial. Es súper profundo, valiente y auténtico. Escuchándolo puedo notar que realmente estaba metido en él cuando escribí y grabé muchas de esas canciones». En 2010 Bell comentó a The Aquarian Weekly: «Definitivamente Pinkerton ha tomado vida propia y se ha vuelto más exitoso y más aceptado... Como artista, tienes que hacer lo que crees en el momento, sea aceptado o no. Tienes que continuar haciéndolo». En 2015, tras la reedición de Pinkerton y la gira «Memories», donde Weezer tocó Blue y Pinkerton completos, Cuomo dijo: 

La experiencia de aprender esas canciones nuevamente, cantarlas cada noche, trabajar en ellas con los chicos y luego estar en un escenario relativamente pequeño con mil de los fans más acérrimos de Weezer y escucharlos cantar cada sílaba, verlos tocar en el aire todos los acompañamientos: Fue una experiencia tan increíble y tan diferente de lo que habíamos estado haciendo años antes... Así que fue un gran sentimiento de validación por parte de los fans, para este álbum que era tan personal para mí y había sido una fuente de dolor durante años.

Hacia agosto de 2009 Pinkerton había vendido 852 000 copias en Estados Unidos y era disco de oro. Se transformó en disco platino el 16 de septiembre de 2016, casi veinte años después de su lanzamiento.

### Reconocimientos
Pinkerton ha formado parte de varias listas de los mejores discos de publicaciones musicales.
| Publicación       | País           | Lista                                                | Año  | Posición |
| ----------------- | -------------- | ---------------------------------------------------- | ---- | -------- |
| Magnet            | Estados Unidos | Mejores 60 álbumes 1993–2003                         | 2003 | #17      |
| Spin              | Estados Unidos | 100 mejores álbumes, 1985–2005                       | 2005 | #61      |
| The Movement      | Nueva Zelanda  | Los 101 mejores álbumes de los 90                    | 2004 | #12      |
| Pitchfork         | Estados Unidos | Mejores 100 álbumes de los 90                        | 2003 | #53      |
| Guitar World      | Estados Unidos | Mejores 100 álbumes de guitarra de todos los tiempos | 2005 | #76      |
| Rolling Stone     | Estados Unidos | 100 mejores álbumes de los 90                        | 2010 | #48      |
| Alternative Press | Estados Unidos | Uno de los 10 álbumes esenciales de 1996             | 2006 |          |

## Lanzamiento de reediciones ydemos
El 20 de noviembre de 2010, DGC lanzó una edición «deluxe» de Pinkerton con un disco adicional con presentaciones en vivo, lados B y canciones indéditas hasta ese entonces. La reedición debutó en el número seis de la lista de Billboard Catalog Albums y alcanzó un puntaje perfecto en el sitio de reseñas Metacritic. Entre 2010 y 2011, Weezer tocó The Blue Album y Pinkerton completos en la gira «Memories».
El 12 de diciembre de 2011, Cuomo editó su tercer álbum de demos, Alone III: The Pinkerton Years. Consiste en demos grabados entre 1993 y 1996, cuando Cuomo se encontraba estudiando en Harvard y escribiendo material para Pinkerton y para el proyecto abandonado Songs from the Black Hole. El álbum incluyó un libro, The Pinkerton Diaries, que recopila las escrituras de Cuomo de esa época.
En mayo de 2016, Pinkerton se editó en vinilo por Vinyl Me, Please. El álbum fue prensado en «vinilo azul oscuro translúcido con marmoleado negro» y empaquetado en una cubierta diseñada con arte pop-up, una lámina con las letras de las canciones, obras del pintos japonés Fuco Ueda y una receta de un cóctel de sake.

## Lista de canciones
Todas las canciones escritas y compuestas por Rivers Cuomo, excepto donde se indique lo contrario. 
| N.º | Título            | Duración |  |
| 1.  | «Tired of Sex»    | 3:01     |  |
| 2.  | «Getchoo»         | 2:52     |  |
| 3.  | «No Other One»    | 3:01     |  |
| 4.  | «Why Bother?»     | 2:08     |  |
| 5.  | «Across the Sea»  | 4:32     |  |
| 6.  | «The Good Life»   | 4:17     |  |
| 7.  | «El Scorcho»      | 4:03     |  |
| 8.  | «Pink Triangle»   | 3:58     |  |
| 9.  | «Falling for You» | 3:47     |  |
| 10. | «Butterfly»       | 2:53     |  |

### Edicióndeluxe
| Pistas adicionales disco uno |                                                                                    |          |  |
| N.º                          | Título                                                                             | Duración |  |
| 11.                          | «You Gave Your Love to Me Softly»                                                  | 1:57     |  |
| 12.                          | «Devotion»                                                                         | 3:11     |  |
| 13.                          | «The Good Life» (remix de radio)                                                   | 4:08     |  |
| 14.                          | «Waiting on You»                                                                   | 4:13     |  |
| 15.                          | «I Just Threw out the Love of My Dreams»                                           | 2:39     |  |
| 16.                          | «The Good Life» (acústico en vivo)                                                 | 4:40     |  |
| 17.                          | «Pink Triangle» (remix de radio)                                                   | 4:02     |  |
| 18.                          | «I Swear It's True»                                                                | 3:19     |  |
| 19.                          | «Pink Triangle» (acústico en vivo)                                                 | 4:18     |  |
| 20.                          | «Interview – 107.7 The End – Blue vs. Pinkerton» (no figura en la lista del álbum) | 1:32     |  |

| Disco dos |                                                       |                       |          |  |
| N.º       | Título                                                | Escritor(es)          | Duración |  |
| 1.        | «You Won't Get With Me Tonight»                       |                       | 3:29     |  |
| 2.        | «The Good Life» (en vivo en Y100 Sonic Session)       |                       | 4:37     |  |
| 3.        | «El Scorcho» (en vivo en Y100 Sonic Session)          |                       | 4:07     |  |
| 4.        | «Pink Triangle» (en vivo en Y100 Sonic Session)       |                       | 4:10     |  |
| 5.        | «Why Bother?» (en vivo en el Reading Festival 1996)   |                       | 2:18     |  |
| 6.        | «El Scorcho» (en vivo en el Reading Festival 1996)    |                       | 4:09     |  |
| 7.        | «Pink Triangle» (en vivo en el Reading Festival 1996) |                       | 4:52     |  |
| 8.        | «The Good Life» (en vivo en X96)                      |                       | 4:13     |  |
| 9.        | «El Scorcho» (acústico en vivo)                       |                       | 4:26     |  |
| 10.       | «Across the Sea Piano Noodles»                        |                       | 0:38     |  |
| 11.       | «Butterfly» (corte alternativo)                       |                       | 2:48     |  |
| 12.       | «Long Time Sunshine»                                  |                       | 4:17     |  |
| 13.       | «Getting Up and Leaving»                              | Cuomo, Patrick Wilson | 3:28     |  |
| 14.       | «Tired of Sex» (corte en crudo)                       |                       | 2:58     |  |
| 15.       | «Getchoo» (corte en crudo)                            |                       | 2:57     |  |
| 16.       | «Tragic Girl»                                         |                       | 5:26     |  |

## Listas de venta
| Lista                            | Posición más alta |
| -------------------------------- | ----------------- |
| Estados Unidos Billboard 200     | 19                |
| Austria                          | 41                |
| Canadá RPM Canadian Albums Chart | 15                |
| Nueva Zelanda                    | 11                |
| Noruega                          | 18                |
| Finlandia                        | 35                |
| Suecia                           | 4                 |

| 1996 | «El Scorcho»    | 19 | 10 | 18 |
| 1996 | «The Good Life» | 32 | –  | –  |

## Personal
Adaptado del libreto del disco.
Weezer
- Rivers Cuomo – guitarra, voz, teclados, xilófono
- Patrick Wilson – batería
- Brian Bell – guitarra, coros
- Matt Sharp – bajo, coros

Músicos adicionales
- Karl Koch – percusión en «Butterfly»

Producción
- Joe Barresi – ingeniero de sonido
- Billy Bowers – ingeniero de sonido
- Jim Champagne – ingeniero de sonido
- David Dominguez – ingeniero de sonido
- Greg Fidelman – ingeniero de sonido
- Dave Fridmann – ingeniero de sonido
- Hiroshige – diseño gráfico
- Rob Jacobs – ingeniero de sonido
- Spike Jonze – fotografía
- Adam Kasper – ingeniero de sonido
- Karl Koch – webmaster
- George Marino – masterización
- Dan McLaughlin – ingeniero de sonido
- Shawn Everett – ingeniero de sonido, mezclas
- Clif Norrell – ingeniero de sonido
- Jack Joseph Puig – ingeniero de sonido, mezclas
- Jim Rondinelli – ingeniero de sonido
- Janet Wolsborn – asistente artístico